# Bjørn Bertelsen
Bjørn Johannes Siegfred Bertelsen (11. april 1914 i Køge – 6. juli 2013 i Odense) var en dansk direktør og civilingeniør.
Han var søn af fabrikant Johannes Bertelsen (død 1954) og hustru Anny f. Jensen (død 1961), blev student fra Haslev Gymnasium 1932 og cand.polyt. 1937. Han var ingeniør ved Korsør Glasværk 1937-41, sekretær i Industrirådet 1942-45 og blev ansat som ingeniør ved Roulunds Fabrikker i Odense 1945. Her avancerede han til administrerende direktør 1966, hvilket han var til 1980. Han var desuden Frankrigs konsul i Odense.
Bertelsen blev gift 2. juni 1943 med Birte Barnow, datter af læge Carl Barnow (død 1921) og hustru Ellen født Borch Jacobsen (død 1959).